# Wilhelmshaven Hauptbahnhof
Station Wilhelmshaven (Wilhelmshaven; tot 2011 geheten: Wilhelmshaven Hauptbahnhof, ook wel Wilhelmshaven Hbf) is een spoorwegstation in de Duitse plaats Wilhelmshaven, in de deelstaat Nedersaksen. Het station ligt aan de spoorlijn Oldenburg - Wilhelmshaven. Het station is een kopstation met vier perronsporen aan twee eilandperrons. Begin 2010 kreeg het station de toevoeging Hauptbahnhof, hoewel er geen ander station in Wilhelmshaven is. Een jaar later werd de toevoeging ongedaan gemaakt.
Het huidige spoorweggebouw is een onderdeel van het winkelcentrum Nordseepassage, in het centrum van Wilhelmshaven. Dit gebouw is in september 1997 geopend. Op het terrein van het voormalige stationsgebouw is een busstation gebouwd.  

## Treinverbindingen
In het station stoppen alleen treinen van de NordWestBahn. De volgende treinseries doen Wilhelmshaven aan:
| Serie | Treinsoort                      | Route                                                                             | Bijzonderheden         |
| ----- | ------------------------------- | --------------------------------------------------------------------------------- | ---------------------- |
| RE 18 | Regional-Express (NordWestBahn) | Wilhelmshaven Hbf – Oldenburg (Oldb) Hbf – Cloppenburg – Bramsche – Osnabrück Hbf |                        |
| RE 19 | Regional-Express (NordWestBahn) | Wilhelmshaven Hbf – Oldenburg (Oldb) Hbf – Hude – Delmenhorst – Bremen Hbf        | Enkele treinen per dag |
| RB 59 | Regionalbahn (NordWestBahn)     | Wilhelmshaven Hbf – Sande – Jever – Esens (Ostfriesl)                             |                        |